# GreenBox

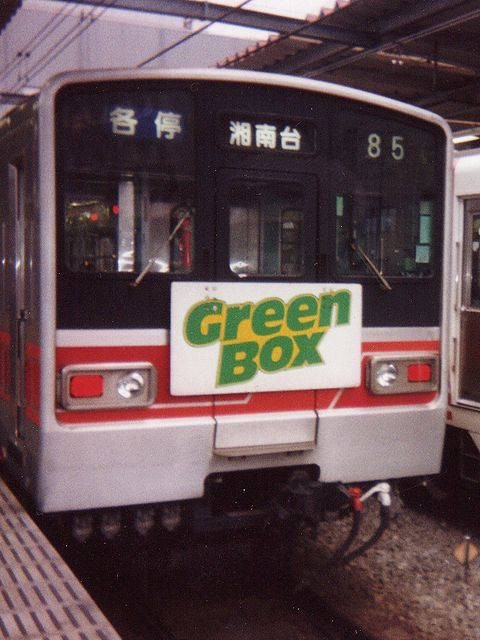
新7000系GreenBox

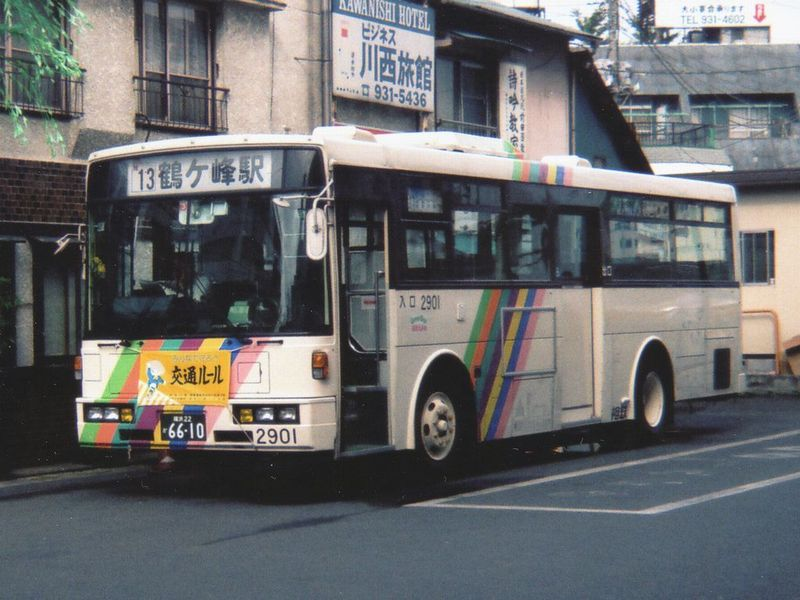
同社路線バスのGreenBox

GreenBox（グリーンボックス）とは、相模鉄道（相鉄）で運転されていた広告貸切列車、または同社で運行されていた車内広告統一バスの名称。

## 使用車両
同社の新6000系電車や新7000系電車を用いた。先頭部分には特製のヘッドマーク、ドア部分には「GreenBox」と印刷されたステッカーを貼り、華やかな編成に仕立て上げた。新6000系電車のヘッドマークは「Green」にちなんで木をデザインしたイラストが描かれたが、新7000系電車のヘッドマークは、文字のみをデザインしたロゴマークとなった。
バスの「GreenBox」は、元は横浜博覧会のシャトルバス専用車として納入された特別仕様で、塗装も専用の虹色であったが、会期終了後はGreenBoxとして、ほぼそのままの姿で一般路線バスとして運行していた。車体側面には、7000系電車に施された物と同じデザインのロゴマークとステッカーが貼られた。

## バトンタッチ
路線バスの「GreenBox」は、2001年には登録抹消（一部は子会社の相鉄バスへ移籍後、2002年1月に登録抹消）となり、代替は通常のノンステップ車またはワンステップ車で行われた。
鉄道についても、2007年1月をもってドア部分のステッカーをはがし、その役目を終えた（ヘッドマークに関しては2005年4月ごろより外されていた）。
同社ではその後、10000系電車による車体広告・車内広告貸切列車が、時折運行されている。